# Pitsburg
Pitsburg – wieś w Stanach Zjednoczonych, w stanie Ohio, w hrabstwie Darke.